# Koen Dillen (1962)

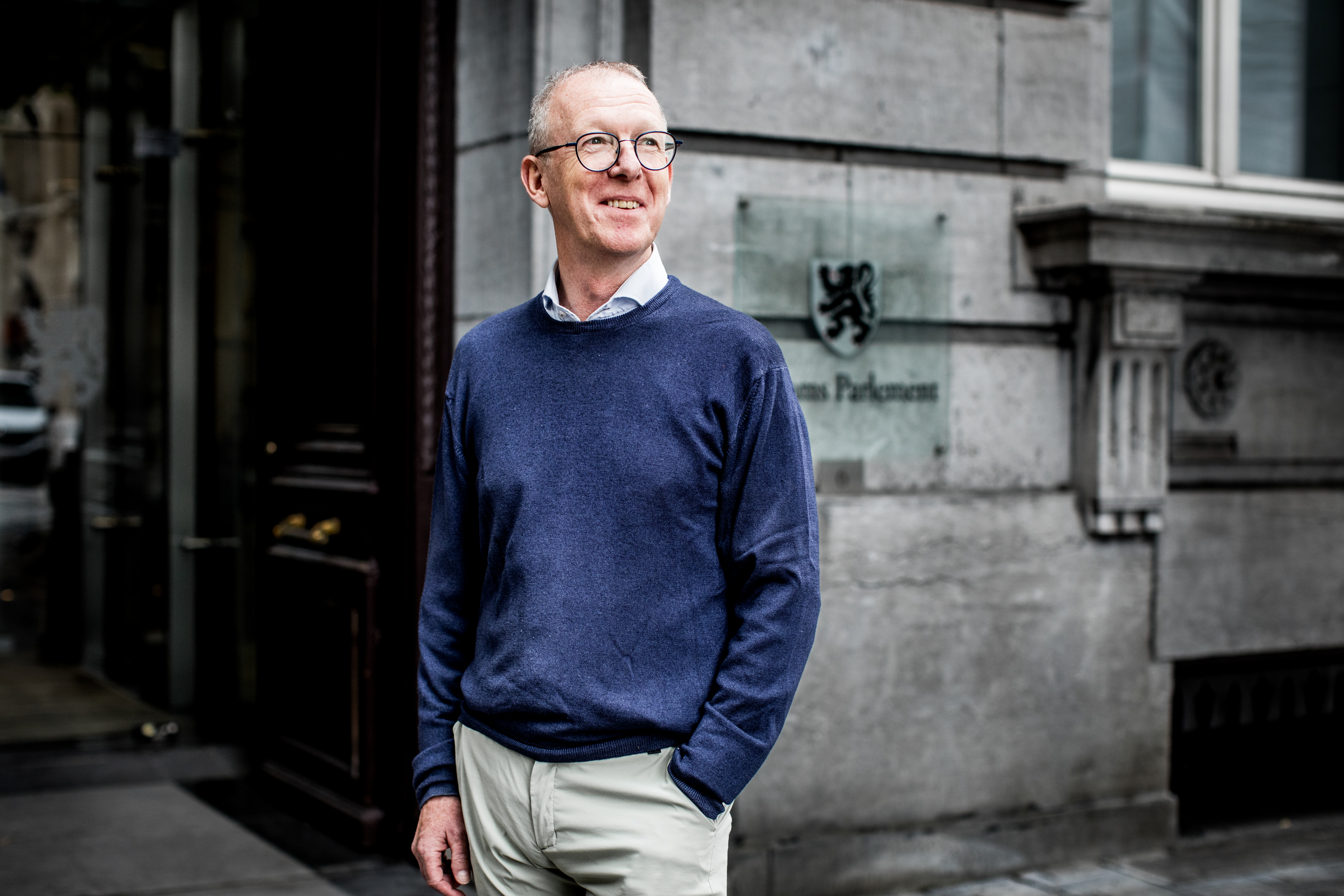
Koen Dillen, Vlaams Volksvertegenwoordiger voor N-VA

Koen Dillen (Mol, 29 juli 1962) is een Belgisch Vlaams-nationalistisch politicus voor N-VA.

## Biografie
Dillen studeerde in 1988 af als huisarts aan de Katholieke Universiteit Leuven en volgde tevens een opleiding tot arts in de gehandicaptenzorg aan de Universiteit Antwerpen. Hij vestigde zich in 1988 als huisarts in Mol en was als arts tevens verbonden aan twee zorginstellingen in de gehandicaptensector. Ook werd hij bestuurslid in verschillende huisartsenorganisaties en lid van de algemene vergadering van Domus Medica, de Vlaamse koepelorganisatie van huisartsen.
Zijn vader was mandataris voor de Volksunie in Balen. Dillen zelf sloot zich in 2008 aan bij de N-VA. Voor deze partij zetelde hij van december 2012 tot juli 2024 in de provincieraad van Antwerpen en van januari 2013 tot juli 2019 in de gemeenteraad van Mol. In de provincieraad was hij van 2018 tot 2024 voorzitter van de commissie Welzijn.
Daarnaast werd hij lid van de raad van bestuur van verschillende sociale woonmaatschappijen in de Kempen, alsook bestuurslid van het provinciale cultuurhuis De Warande in Turnhout, het Gielsbos, een zorginstelling voor mensen met een mentale beperking in Lille, en Toerisme Provincie Antwerpen.
Bij de Vlaamse verkiezingen van 9 juni 2024 werd Dillen vanop de zevende plaats van de N-VA-lijst in de kieskring Antwerpen verkozen in het Vlaams Parlement. Hij werd er vast lid van de commissie Welzijn, Volksgezondheid, Gezin, Armoedebestrijding en Gelijke Kansen. Ook werd hij door zijn partij afgevaardigd naar de Senaat, om er zitting te nemen als deelstaatsenator.